# Serra de São Bento
Serra de São Bento è un comune del Brasile nello Stato del Rio Grande do Norte, parte della mesoregione dell'Agreste Potiguar e della microregione di Borborema Potiguar.